# Owein zoon van Urien
Owein mab Urien (Owein zoon van Urien) (gestorven ca. 595) was de zoon van Urien, de koning van Rheged (ca. 590). Owein was de oudste van de broers Rhiwallon, Rhun, Elffin en Pasgen. Zijn vrouw zou Denw zijn geweest, de dochter van koning Lot van Lothian. St. Kentigern Garthwys was hun zoon. Owein bestreed met zijn vader de Angelen van Bernicia.

## Historische Owein
De belangrijkste kennis over de historische Owein komt uit de gedichten van Taliesin, de bard aan Uriens hof. In een gedicht verschijnt hij als de overwinnaar van de Slag bij Alclud Ford. In een ander verhaal Gweith Argoed Llwyfain (Slag van Argoed Llwyfain) strijdt Owein samen met het leger van zijn vader Urien van Rheged tegen de mannen van Bernicia onder Fflamddwyn (vuurdief), mogelijk de Angelse koning Theodric. Taliesin maakte ook Marwnad Owain, een elegie (rouwdicht) op Owein. Daarin wordt verteld dat Owein Fflamddwyn versloeg. 
Toen zijn vader Urien gedood werd, nam Owein het koninkrijk Rheged over. Hij werd gelijk door zijn Britse buren Gwalawc Marchawc Trin van Elmet en Dunaut Bwr belaagd. De eerste streed met Oweins broer Elffin, de tweede met Owein zelf en zijn andere broer Pasgen.
Na een korte regeringsperiode werd Owein verslagen door zijn vaders tegenstander Morcant Bulc van Bryneich. Zijn dood betekende het einde van Rheged als koninkrijk van betekenis. Owein zou in Llan-Forfael of Llan-Heledd zijn begraven, volgens de plaatselijke traditie op het kerkhof van de kerk St. Andrew in Penrith, maar mogelijk is dat het graf van de latere Owen Cesarius. Owein zou de vader zijn van St. Kentigern Garthwys bij Denw, de dochter van Lleuddun (Lot) van Lothian.

## Legendarische Owein

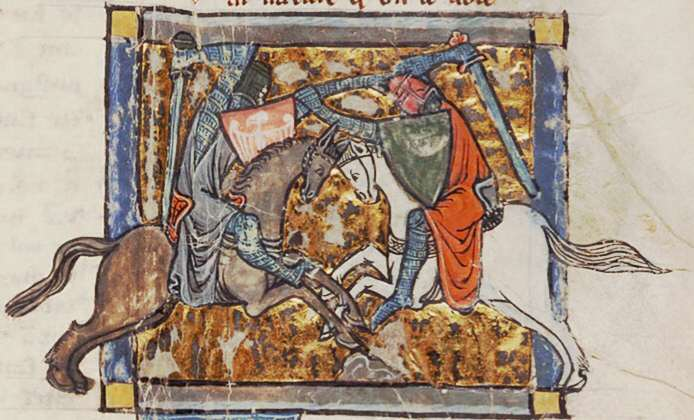
Yvain als zwarte ridder en bewaker van de Bron in gevecht met Gauvain, bewerkte versie van een miniatuur uit Garrett MS, nr. 125 (ca. 1295), Yvain, le Chevalier au Lion van Chrétien de Troyes

De historische figuur Owein werd opgenomen in Arthurlegenden, waar hij ook bekend is als Owain, Ywain, Yvain, Ewain, Uwain en Iwanet (in de Parzival van Wolfram von Eschenbach). Iwanet helpt Parzival de wapenuitrusting van de door hem verslagen Rode Ridder (Parzival) aan te trekken, waarna Parzival zelf als de Rode Ridder door het leven zal gaan.
Als legendarische held is hij de hoofdpersoon in Chrétien de Troyes' Ywain, de Ridder van de Leeuw en in de Welshe roman in de Mabinogion Owein, of de Gravin van de Bron, wat in grote trekken met Chrétiens verhaal overeenstemt. In De Droom van Rhonabwy speelt Owein schaak met koning Arthur, terwijl Oweins raven strijden met Arthurs mannen. De mannen delven het onderspit en Arthur sluit daarop vrede met Owein.